# Dierogekko
Dierogekko – rodzaj jaszczurek z rodziny Diplodactylidae.

## Zasięg występowania
Rodzaj obejmuje gatunki występujące na Nowej Kaledonii. 

## Systematyka
Rodzaj zdefiniował w 2006 roku międzynarodowy zespół herpetologów (Amerykanie Aaron Matthew Bauer i Todd R. Jackman, Australijczyk Ross Allen Sadlier oraz Nowozelandczyk Anthony Hume Whitaker) w publikacji poświęconej rewizji taksonomicznej grupy Bavayia validiclavis, kladu gekonów nowokaledońskich wykazujących mikroendemizm opublikowanym na łamach Proceedings of the California Academy of Sciences. Gatunkiem typowym jest (oryginalne oznaczenie) Dierogekko validiclavis.

### Etymologia
Dierogekko: gr. διερος dieros „zwinny, żwawy”; nowołac. gecco, gecko lub gekko, nazwa stosowana do rodzaju jaszczurek, wśród których niektóre gatunki kraczą lub ćwierkają, stąd nazwa „gecko”, od mal. gēkok.

### Podział systematyczny
Do rodzaju należą następujące gatunki: 
- Dierogekko baaba Skipwith, Jackman, Whitaker, Bauer & Sadlier, 2014
- Dierogekko inexpectatus Bauer, Jackman, Sadlier & Whitaker, 2006
- Dierogekko insularis Bauer, Jackman, Sadlier & Whitaker, 2006
- Dierogekko kaalaensis Bauer, Jackman, Sadlier & Whitaker, 2006
- Dierogekko koniambo Bauer, Jackman, Sadlier & Whitaker, 2006
- Dierogekko nehoueensis Bauer, Jackman, Sadlier & Whitaker, 2006
- Dierogekko poumensis Bauer, Jackman, Sadlier & Whitaker, 2006
- Dierogekko thomaswhitei Bauer, Jackman, Sadlier & Whitaker, 2006
- Dierogekko validiclavis (Sadlier, 1988)